# Ранчото „Хартланд“
Ранчото „Хартланд“ (на английски: Heartland) е канадски сериал, комедийна драма, който започва да се излъчва в Канада по Си Би Си на 14 октомври 2007 г.
Сериалът е базиран на поредицата книги „Хартланд“ на Лорън Брук и проследява Ейми Флеминг и по-голямата ѝ сестра Луиз „Лу“ Флеминг в семейното им ранчо „Хартланд“ в Албърт, където живеят с овдовелия си дядо Джак Бартлет, баща си Тим Флеминг и работника Тай Бордън. Докато преживяват възходите и паденията на живота в ранчото, семейството се сплотява и сближава.
С излъчването на 139-ия епизод на 29 март 2015 г. Ранчото Хартланд надмина Стрийт Лигал като най-дълго излъчваната едночасова сценарийна драма в историята на канадската телевизия.
На 2 юни 2021 г. Си Би Си подновява сериала за петнадесети сезон с десет епизода.
В Съединените щати сериалът се разпространява широко чрез синдикално излъчване през уикендите, включително като част от стандартния национален график на Си Ел Плюс. По-стари епизоди се повтарят по много телевизии. Сериалът е бил и част от програмата на вече несъществуващата Лайт Ти Ви.

## Актьорски състав и герои

### Главни роли
- Амбър Маршал – Ейми Флеминг
- Мишел Морган – Саманта Луис Лу Флеминг Морис
- Шон Джонстън – Джаксън Бартлет
- Алиша Нютън – Джорджина Флеминг Морис
- Крис Потър – Тимъти Флеминг

### Бивши главни роли
- Джесика Амли – Малъри Уелс Андерсън
- Синди Бъсби – Ашли Стантън
- Греъм Уордъл – Тайлър Тай Бордън

### Поддържащи роли
- Кери Джеймс – Кейлъб О'Дел
- Гейбриъл Хоган – Питър Уолтър Морис
- Натейниъл Арканд – Скот Кардинал
- Джесика Стийн – Лиса Стилман
- Зия Матейсън – Кейти Флеминг Морис
- Лучан-Ривър Чоухан – Люк Кашани

## Снимачни локации
Голяма част от поредицата е заснета на място в и около Хай Ривър, Албърта, като допълнително се снима в студио и на място в близкия Калгари. Наводнението в Хай Ривър през юни 2013 г. залива снимачната площадка на закусвалнята „Маги“. Основните декори на Хартланд избягват щетите, а сценариите на седмия сезон са пренаписани, за да се преместят местата за снимки на измисления град Хъдсън в Ингълууд, исторически квартал в центъра на Калгари. Месец след наводнението студията на сериала в Калгари предлагат обиколки зад кулисите на плащащи фенове за еднодневна благотворителна акция, която осигурява 80 000 долара за възстановяване на града.
Хартланд заснема някои от интериорите си в изоставена военна база – казармата Къри, която е планирана за преустройство.

## Гледаемост
При премиерата на сериала Ранчото Хартланд победи комедията Да Кинк ин май Хеър на Глобал с 513 000 зрители в битката на два нови сериала. След четири епизода средната му гледаемост е била 464 000 зрители. На финала на първия си сезон привлича 625 000 зрители. Премиерата на третия сезон привлича над един милион зрители, което е нов рекорд за сериала. Стотният епизод „След всичко, което преживяхме“ е гледан от 945 000 зрители.

## Спин-оф уеб сериал
Уебсериал от шест части, озаглавен „Хъдсън“, с главен герой Джейд Верани, е пуснат в Си Би Си Джем на 31 март 2019 г. Той печели наградата за най-добър уеб сериал на вторите годишни награди Стингър на Обществото на независимите филмови дейци в Калгари.

## „Ранчото Хартланд“ в България
На 21 февруари 2022 г. по БНТ 1 започва първи сезон с разписание епизод от 15:00 и повторение от 03:20 и завършва на 14 март. На 15 март започва втори сезон със същото разписание и завършва на 7 април. На 8 април започва трети сезон, като този път повторенията са от 03:40 и завършва на 10 май. На 11 май започва четвърти сезон със същото разписание и завършва на 6 юни. На 7 юни започва пети сезон със същото разписание и завършва на 1 юли. На 4 юли започва шести сезон със същото разписание и свършва на 27 юли. На 28 юли започва седми сезон, като този път повторенията са от 01:05 и свършва на 22 август.
Екипът се състои от:
| Преводачи           | Ивелина Минчева-Бобадова Ивелина Иванова                                  |
| Редактор            | Калина Момчева-Стоева                                                     |
| Тонрежисьор         | Мая Зарчева София Лъкова Станимир Иванов                                  |
| Режисьор на дублажа | Кирил Бояджиев                                                            |
| Озвучаващи артисти  | Лина Шишкова Елена Грозданова Даринка Митова Христо Бонин Момчил Степанов |